# Дарданели
Дарданели (грч.  — „Дарданелија”, тур.  — „мореуз Чанакале”; у старини зван и Хелеспонт) је веома уски морски пролаз у северозападној Турској, који повезује Егејско море са Мраморним. Мореуз је дуг 61 , а широк свега 1,2 до 6 , с просечном дубином од 55  (максимална дубина је 81 ). Вода тече у оба правца дуж овог морског пролаза: од Мраморног према Егејском мору путем површинске струје, а у супротном правцу путем подводне, дубинске струје.
Попут Босфора на северу, Дарданели раздвајају Европу од Азије, док између ова два мореуза лежи Мраморно море. Назив Дарданели потиче од Дарданa, старогрчког митолошког лика, који је основао град Дарданију.

## Митологија
Античко име Хелоспонт значи Хелино море. По грчкој митологији, Хела, ћерка краља Атаманта, је имала брата близанца Фрикса. Маћеха их је толико мрзела да је тражила начин да их се отараси. Вештачки је створила велику глад у целом крају, па је потплатила пророчиште да каже да треба жртвовати Фрикса да би глад прошла.
Близанце спасава летећи златни ован, поклон бога Хермеса, кога шаље њихова мајка богиња Нефела. Хела пада са овна у море и удави се. Од тог времена то место се назива Хелеспонт (Хелино море).
Та прича касније постаје битна јер Фрикс поклања овново златно руно једном краљу. Касније пустоловине Јасона и Аргонаута су заправо потраге за златним руном.

## Ксеркс
Персијски цар Ксеркс I је током Грчко-персијских ратова 482. п. н. е. спремио огромну флоту и армију за инвазију Грчке. Херодот је тврдио да их је било 2 милиона, али вероватније је да је било највише 250.000.
Да би могао из Мале Азије доћи до Грчке, требало је прећи Хелеспонт. Звао је најбоље градитеље мостова из свих делова свог царства да премосте Хелеспонт. Таман кад су премостили Хелеспонт, велика олуја је срушила те мостове. Ксеркс I је био толико љут, јер се сматрао свемоћним, да наређује бичевање мора са 300 удараца бичем. Да би му војска прешла Хелеспонт он користи уместо правих мостова, мостове од бродова. Поређао је толико бродова преко Хелеспонта, да га је премостио.

## Име
Савремено турско име Çanakkale Boğazı, преведено теснац „Çanakkale”, произлази из истоименог града на јужној обали теснаца, што се може превести као „тврђава лончарства” (од چاناق (çanak — „лончарств” +  قلعه (kale- „кврђава”). Град је, наиме, био познат по производњи керамике и лончарству и по османској тврђави Султаније.
У османско доба са сваке стране теснаца налазио се по један дворац, оба дворца заједно звали су се Дарданели, вероватно по граду Дардану, древном граду на азијској обали теснаца за који се сматра да је име добио по Дардану, митском сину Зевса и Електре.
Древни грчки назив теснаца био је Ἑλλήσποντος (Hellēspontos), што значи „Хелино море”, по митолошкој причи о кћери Атаманта и Нефеле које су ту утопила након што је пала с летећег златноруног овна. У класичној литератури могуће је наћи и имена Hellespontium Pelagus, Rectum Hellesponticum, и Fretum Hellesponticum.

## Географија
Као поморски пловни пут, Дарданели повезују различита мора дуж Источног Средоземља, Балкана, Блиског истока и западне Евроазије, а директно повезује Егејско море с Мраморним морем. Мраморно море се даље повезује с Црним морем преко Босфора, док се Егејско море даље повезује са Средоземљем. Дарданели омогућују поморске везе од Црног мора до Средоземног мора и преко Гибралтарских врата до Атлантског оцеана, те до Индијског океана кроз Суецки канал, чинећи га кључним међународним пловним путем, посебно за пролаз робе која долази из Русије.
Географске координате теснаца су приближно 40° 13′ N 26° 26′ E / 40.217° С; 26.433° И.

### Морфологија
Теснац је дугачак 61 километар, широк 1,2 до 6 километара, дубок у просеку 55 метара, а максимална дубина му је 103 метра на најужој тачки Нара Бурну, уз сам град Чанакале. Кроз теснац пролазе две главне морске струје: површинска струја тече од Црног према Егејском мору, а више слана дубока струја тече у супротном смеру.
Дарданели су јединствени по много чему. Врло уски и вијугави облик теснаца налик је речном току. Сматра се једним од најнапученијих, најтежих и потенцијално најопаснијих пловних путова на свету. Струје које стварају плиме и осеке у Црном и Мраморном мору такве су да бродови једрењаци морају чекати на сидришту тачне услове пре него уђу у Дарданеле.

## Историја
Као део јединог пролаза између Црног мора и Средоземља, Дарданели су одувек имали велики стратешки значај, како економски тако и војни. Дарданели су једини приступни пут према другим морима за све земље црноморског базена и један од кључних морских теснаца за Русију и Украјину. Контрола над Дарданелима била је разлог бројним сукобима у модерној историји, посебно се истиче напад савезничких сила на Дарданеле у бици код Галипоља 1915. током Првог светског рата.

### Грчка и персијска историја
Древни град Троја налазио се у близини западног улаза у теснац, а азијска обала теснаца била је главно подручје Тројанског рата. Ради свог стратешког положаја, Троја је могла да контролише сав поморски промет дуж овог виталног пловног пута. Персијска војска Ксеркса I 480. п. н. е. прешла је Дарданеле у свом походу на грчке градове, а 334. п. н. е. македонска је војска под водством Александра Великог прешла теснац истим путем, али у супротном смјеру у свом освајачком походу на Азију и Африку.
Херодот је записао да је Даријев син Ксеркс I око 482. п. н. е. наложио да се изграде два понтонска моста целом ширином Хелеспонта у Абидосу, како би његова огромна војска могла прећи из Персије у Грчку. Тај је прелаз Есхил у својој трагедији Персијанци назвао узроком божанске казне против Ксеркса.
Према Херодоту, оба је моста уништила изненадна олуја, а Ксеркс је наложио да се одрубе главе одговорнима за изградњу мостова, те је наредио да се сам теснац „казни” бичевањем мора. Херодот у свом делу Историја vii 33 – 37 и vii 54 – 58 износи појединости о градњи и преласку Ксерксових понтонских мостова. Након што је невреме уништило мостове, Ксерксо је према Херодотовом опису наредио да се теснац казни с три стотине удараца бичем и да се жигоше ужареним жељезом, док су војници морали урлати на море.
Херодот је коментарисао да је то био „врло дрзак начин обраћања Хелеспонту”, али на неки начин типичан за Ксеркса. (vii 35.)
Наводи се да је инжењер Харпалус на крају помогао освајачкој војсци да пређе тјеснац тако што је привезао заједно бродове с прамцима окренутим према струји, те је наредио да се сваком броду додају још два сидра.
Према старогрчком миту о Златном руну, Атамантова кћи Хела утопила се у Дарданелима након што је пала с летећег овна. Теснац је био поприште и једне друге грчке легенде, оне о свештеници Херо и Леандару, њезином младом љубавнику. Заљубљени Леандер би сваке ноћи препливао теснац како би се састао са својом вољеном Херо, али се једне ноћи утопио након што је у олуји изгубио оријентацију.

### Византска историја
Током византијског раздобља, Дарданели су били витални за обрану Константинопоља с мора и с копна, а били су и важан извор прихода за град и његовог владара. У Археолошком музеју Истанбула на мраморној плочи налази се закон византијског цара Анастазија I (491 – 518), који је регулисао данак за пролазак кроз Дарданеле.
... То се усуди прекршити ове прописе, неће се више сматрати пријатељем и биће кажњен. Осим тога, управитељ Дарданела има право да прими 50 златних литрона, како се ова правила, која пишемо из побожности, никада не би прекршила... Уважени владар главног града, који већ има пуне руке посла, окренуо се нашој узвишеној побожности како би реорганизовао улазак и излазак свих бродова кроз Дарданеле... Почевши од данас, али и у будућности, свако то жели да прође кроз Дарданеле мора платити следеће:
- Сви трговци вином који доносе вино у престолницу (Константинопољ), осим Киликијана, морају платити дарданелским цариницима 6 фолиса и 2 секстарија вина.
- Сви трговци маслиновим уљем, поврћем и свињском машћу дужни су цариницима Дарданела платити 6 фолиса. Цилицијски поморски трговци морају платити 3 фолиса и уз то 1 кератион (12 фолиса) за улазак и 2 кератиона за излазак.
- Сви трговци пшеницом морају цариницима платити 3 фолиса по модиусу, а при одласку још 3 фолиса.

Од 14. века на даље Дарданели су готово непрекидно били под турском контролом.

### Османско доба (1354 – 1922)
Дарданели су и даље представљали важан пловни пут током раздобља Османског царства, које је освојило Галипоље 1354. Османска контрола теснаца наставила се углавном без прекида све до 19. века, када је Царство почело пропадати.

#### Деветнаести век
Стицање контроле или зајамчен приступ теснацу постао је кључни спољашњеполитички циљ Руског царства током 19. века. Тоеком Наполеонских ратова Русија је уз потпору Велике Британије блокирала теснац 1807.
Године 1833, након пораза Османског царства у руско-турском рату 1828–1829, Русија је извршила притисак на Османлије да потпишу Ункјар-Искелесијски уговор, који је на руски захтев предвиђао затварање теснаца за све ратне бродове земаља које нису из подручја Црног мора. То би Русији омогућило потпуну доминацију Црним морем.
Тај је споразум забринуо друге силе да би последице потенцијалног руског експанзионизма у црноморским и медитеранским регијама могле угрозити њихове поседе и привредне интересе у регији. На Лондонској конвенцији о теснацима у јулу 1841, Уједињено Краљевство, Француска, Аустрија и Пруска присилиле су Русију да пристане да само турски ратни бродови могу прелазити кроз Дарданеле у мирнодопским условима. Уједињено Краљевство и Француска су након тога послале своје флоте кроз теснац у напад на Кримско полуострво током Кримског рата 1853 – 1856, али су то учинили као савезници Османског царства. Након пораза Русије у Кримском рату, Париски конгрес 1856. службено је потврдио Лондонску конвенцију о теснацима. Одлуке те конвенције остале на снази у 20. и 21. веку.

### Први светски рат
Године 1915, савезници у Првом светском рату послали су значајне војне снаге у покушају деблокаде теснаца. Војна сила била је састављена од британских, индијских, аустралских, новозеландских, француских војника и војника из Њуфаундланда. У Галипољској бици турска је војска успела да порази савезнике и заробити велики број војника. Кампања је била тежак ударац каријери Винстона Черчила, тадашњег првог лорда Адмиралитета (на дужности 1911 – 1915), који је жељно промовирао неуспешну употребу поморске силе Краљевске ратне морнарице како би насилно отворио теснац. Мустафа Кемал Ататурк, каснији оснивач Републике Турске, служио је као османски заповедник током копненог дела кампање.
Турци су минирали теснаце како би спречили њихово пробијање од стране савезничких бродова, али су две подморнице, једна британска и једна аустралска, успеле да пробију минска поља. Британска подморница потопила је застарели турски бојни брод код Златног рога у Истанбулу. Медитеранске експедицијске снаге под водством сер Ијана Хамилтона нису успеле у свом покушају заузимања полуострва Галипоља, а након осам месеци борби британски је кабинет наредио њихово повлачење у децембру 1915. Укупан број погинулих са савезничке стране био је 43 000 Британаца, 15 000 Француза, 8 700 Аустралаца, 2 700 Новозеланђана, 1 370 Индијаца и 49 Њуфаундландијаца. Укупан број погинулих с турске стране износио је око 60 000.
Након рата, Мировни споразум у Севру из 1920. демилитаризовао тјеснац и учинио га међународним територијем под контролом Лиге народа. Неетничке турске територије Османског царства разбијене су и подељени међу савезничким силама, а турска је јурисдикција над теснацима ограничена.